# ふぁみこんむかし話 遊遊記
『ふぁみこんむかし話 遊遊記』（ふぁみこんむかしばなし ゆーゆーき）は、パックスソフトニカと任天堂が共同開発し、1989年に任天堂が日本で発売したファミリーコンピュータ ディスクシステム用のアドベンチャーゲームである。前編と後編に分けられ、パッケージ版の前編は1989年10月14日に、後編は同年11月14日に発売された。

## 概要
『ふぁみこんむかし話 新・鬼ヶ島』に続くふぁみこんむかし話シリーズの第2作。前作『新・鬼ヶ島』のゲームシステムを流用し、登場人物と物語、BGMを一新した。
本作はテレビCMが放映された最後のディスクシステム用ソフトとなった。内容は「天竺ツアー」と題し悟空やサングラスをかけた三蔵たちが飛行機で世界各地を巡る派手な実写映像に、物語の登場人物を紹介した歌を乗せたものである。
遊遊記のディスクカード書き換えによる供給は店頭書き換えサービス終了後、2002年10月まで任天堂本社・営業所により継続された。この終了時期は書き換えサービスの打ち切りより1年ほど早い。『新・鬼ヶ島』はスーパーファミコンやファミコンミニ、バーチャルコンソールによる再供給が繰り返されたが、『遊遊記』はこれらへの再供給は2024年現在も行われていない。

## ゲーム内容
画面に複数表示されたコマンドから適切なコマンドを選択し、全11章の物語を読み進めるコマンド選択式アドベンチャーゲームである。本作は『西遊記』を物語の題材とし、主人公「悟空」とその一行によるお経取りと世界支配を企む妖怪「牛魔王」の退治の旅を軸に、悟空の精神的成長とヒロインとの恋愛物語を、ギャグを織り込みながら描いた。
画面構成や「ひとかえる」コマンド、前編・後編のディスクカード2枚によるソフトウェアの供給は『新・鬼ヶ島』と共通するが、ゲームシステムにはいくつかの改良が加えられた。章の途中で進行状況を一時記録する「いったいさん」コマンドを新たに設け、ゲームオーバー後の再挑戦を容易にした。さらにコマンドとメッセージが表示される巻物の開閉アニメーションを速くさせ、コマンド選択の待ち時間を短縮した。「ひとかえる」コマンドでは最大5人の登場人物を選択できる。ただし5人全員を自由に切り替える場面は少なく、主に悟空または彼と同行している仲間が選択対象となる。選択した人物によりコマンド選択後の文章やセリフが変化し、場面と状況に適した人物や行動を選択しないと物語を進めることはできない。
『遊遊記』では『新・鬼ヶ島』に見られた難しい謎解きは減り、ゲームの難度は引き下げられた。新たな要素としてクイズや簡単なアクションゲームによるミニゲーム、コマンド選択に代わり単語や文章をプレイヤーに入力させる場面も用意された。物語中へミニゲームを挿入する手法は後継作の『タイムツイスト 歴史のかたすみで…』（1991年）や、前作の続編『平成 新・鬼ヶ島』（1997年）にも取り入れられた。

## 物語

### 前編
女の子と猿の出会い
昔々、今の中国に当たる東勝神州という大陸のある村に、働き者で気立ての優しい女の子が住んでいた。ある夜、女の子の家の近くに隕石が落ち、中から一匹の猿が飛び出してきた。女の子は猿に名前をつけて連れ帰り、世話をする。しかし、平和な日々もつかの間、猿はかつて犯した罪によっておしゃか様に連れ去られ、幽閉されてしまう。両親を亡くし天涯孤独の身の女の子は、やっとできた、たった一人の家族である猿を救うため、「光の小づち」と呼ばれる宝を求めて旅に出る。
旅立ち
それから数年後。世界は牛の化け物、牛魔王の魔の手に脅かされていた。幽閉されていた猿はおしゃか様に牛魔王退治を命じられ、ひょんなことから旅の僧侶・三蔵法師の弟子となって、「一生楽して暮らす法」なるありがたーいお経を求め、共に天竺に旅立つことになったのだった。
道中、立ち寄った村で悪事を働く豚の妖怪を懲らしめた一行は、豚に八戒の名前を与え仲間に加える。そして、女性ばかりで男性が少ないという不思議な村、おんな村に立ち寄った際、猿は女の子の足取りを掴むが、牛魔王の手下、金角・銀角が村の若い女たちを残らずさらってしまったと聞かされ、アジトに乗り込んで救い出す。しかしそこに猿が探していた女の子の姿はなかった。村の銭湯の番台で女嫌いの河童の悟浄を仲間に加え旅は続く。
つかの間の再会
季節は流れ、一行は、天竺行きの豪華客船の停泊していた川に差し掛かった。悪いことに船は猿の義兄弟であった牛魔王の息子・紅孩児の所有物だったのだが、一行はそんなことも露知らず、これ幸いと船に乗り込んだ。そして、猿は船の中でついに女の子と再会を果たすが、些細なことから仲違いしてしまう。その直後、わがまま放題に振る舞う紅孩児に怒った猿は、女の子の制止も聞かず、力任せに彼を船の壁に投げつけてしまう。それが原因で壁に空いた穴から浸水して船は沈没してしまい、逃げ去った紅孩児が巻き起こした強大な竜巻に八戒と三蔵が飲み込まれてしまう。なんとか無事に猿の元にたどりついた女の子は、旅の末に手に入れたひかりのこづちを猿に託し、猿は紅孩児の泣き声を聞きつけて来た牛魔王に対し、光の小づちを振りかざして抵抗する。しかし、苦し紛れに女の子を人質に取られた挙句、猿も牛魔王の一撃に吹き飛ばされてしまう。こうして、再会もつかの間、猿と女の子は離れ離れになってしまった。

### 後編
南極紀行
気を失った猿が目覚めた場所は、はるか極寒の地シベリアであった。そこで出会った謎の仙人くもじじいが言うには、三蔵と八戒は遠い南の島ハワイにいるらしい。しかし、仙人は腕試しに戦った末に猿をぼこぼこに打ちのめし、光の小づちを取り上げて立ち去ってしまう。猛吹雪の中で気を失った猿は、子供のいない老夫婦の小屋に運び込まれ、手厚い看護の末に元気を取り戻す。彼らが言うには、天竺への近道はくもじじいが持っているきんとうんを譲ってもらうしかない。しかし、かつてはくもじじいは優しい人だったが、失恋が原因で心を閉ざしているらしい。くもじじいの住むボルシチ山に登った猿は、彼の恋人が牛魔王に連れ去られてしまったことを知る。猿は先ほどの勝負のリベンジに挑むもののあっけなく追い返されてしまう。ひょんなことから悟浄と再会した猿は再びボルシチ山に登りくもじじいに話をするが、牛魔王とつるんで悪事を働いていた猿に対し、くもじじいはけんもほろろな態度を隠さない。そんな時、彼のペットの狐のボルコフが猿からもらって舐めていたガラクタがきれいになったのを見た瞬間、くもじじいの目の色が変わる。そのガラクタはブレスレットであり、くもじじいの恋人カチューシャの名前が刻まれていたのだ。くもじじいは思い出の品を見つけてくれた猿に心を開き、感謝の気持ちを込めて、持っていた棒を如意棒にし、光の小づちを返しきんとうんを授けた。優しい老夫婦に別れを告げ、一行は三蔵と八戒、そして女の子を探し出すべく一路、ハワイへと向う。
素直な気持ち
ハワイへたどり着いた猿は女の子と再会するが、その正体は術で化けていた八戒だった。八戒は猿の乱暴な振る舞いが原因で起きた客船沈没のショックで三蔵が狂ってしまったことを伝え、猿の振る舞いを責める。そして、牛魔王の手下に下ると言い残し、牛魔王の妻・羅刹女に会うために三蔵と共に立ち去ってしまう。八戒の言葉に反論できぬままたそがれ時の浜辺を見つめていた猿の前に、くもじじいの弟すなじじいが姿を現し、「素直な心を大切にすれば三蔵はきっと元に戻る」と言い残して去っていく。その言葉を受け、猿は三蔵に会うために悟浄を外に残し、羅刹女のいるホテルに乗り込んでいく。完全に牛魔王の軍門に下った八戒の妨害を交わしつつ三蔵に再会した猿は、三蔵の惨状を見て自分の振る舞いを心から悔い、三蔵に心から詫びた。するとその途端、三蔵が正気を取り戻した。再会を喜ぶ二人の前に羅刹女が姿を現し、問答の末にブサイクと言われたことに怒って芭蕉扇で火を放ってしまう。命からがら、ハワイから脱出した一行は、再び旅を続ける。
東京事変
海上を当てもなく彷徨っていた一行は、灰色の雲に覆われた謎の島にたどり着く。様子を見に猿が中に入り込んでみると、そこには変な形に歪んだ建物がある不思議な空間が広がり、外では人々が一心不乱に踊り続けるという謎の光景が広がっていた。手近なビルに入り込んだ猿は、しまいこまれていた捕虜名簿の中に女の子の名前を見つける。牛魔王に逆らった人々がここへ連行され、女の子もここへ連れてこられていたのだ。
一方、女の子は牢の中で出会った金太郎、どんべ、天狗の3人からここが東の果ての島・日本であること、外で踊る人々が牛魔王に逆らった人々の慣れの果てだということを知る。猿の存在を感じ取った女の子は壁を叩いて自分の居場所を知らせ、それに気づいた猿が駆け付けるも一足遅く、猿に化けた八戒が女の子を連れ去ってしまう。ビルの屋上に追い詰めるものの、女の子との交換条件に掲示された小づちを渡すことができずそのまま女の子をさらわれてしまう。猿は三蔵たちと合流し、いよいよ天竺に向う時となったが、きんとうんが無くなった今、その手段は最早残されていなかった。妙案尽きたかと思われたその時、1台の空飛ぶバイクが姿を現す。そのバイクは、豪華客船のチケット代捻出のために売り払われた後、金持ちに買われてバイクに改造された三蔵の喋るスクーター・りゅうきちだった。ジェット仕様バイクのりゅうきちにまたがり、一行は天竺へと向う。
天竺へ
牛魔王のアジトがある天竺にたどり着いた一行の前に、燃え盛る山・火焔山が立ちはだかる。猿の妙案により、羅刹女を呼び寄せて芭蕉扇を奪い雨を降らすという段取りになり、上手く呼び寄せて芭蕉扇を奪う。羅刹女に止めを刺そうとした猿を、光の小づちが制止する。驚いた猿が小づちを掲げると、なんと羅刹女が美しい人間の女性の姿に戻った。彼女の名はカチューシャ。牛魔王の甘言に乗せられて連れ去られた後、あのような姿に変えられていたのだという。一行に別れを告げて立ち去っていくカチューシャを見送った後、一行はついに牛魔王の城に乗り込むのであった。
牛魔王の城
城の中に乗り込んだ一行は、部屋の中にあった三つの扉をそれぞれ調べるべく分かれる。その内の1つの扉に入り、地下深くまで降りた猿の前に紅孩児が姿を現し、ついに決着をつける。その直後、ついに牛魔王が姿を現した。三蔵と悟浄は牛魔王の罠にはまり捕まってしまった。牛魔王は再び手を組んで悪事を働こうと誘う。猿は拒絶し戦いを挑むも、圧倒的な力であらゆる武器を弾き飛ばされてしまう。「一生楽して暮らす法」の力によって牛魔王は猿をしのぐほどの強大な力を手に入れていたのである。劣勢に追い込まれた猿は光の小づちをかざし、小づちが放つ力で牛魔王を追い込んでいく。しかし、頭にはめられた禁固呪の輪の呪文を利用され、頭を締め付けられた末に気を失ってしまう。別室のモニターでその様を見ていた女の子は、八戒に自由にしてくれるように頼み、八戒は葛藤の末、彼女を解放し共に牛魔王の元に駆けつける。八戒は意を決して牛魔王に立ち向かう。その隙に猿の元に駆け寄った女の子は傷ついた猿の姿に涙を長し、そして猿は自分の素直な想いを女の子に伝えた。すると、頭を締め付けていた輪が外れ、猿は活力を取り戻す。再び牛魔王に立ち向かい、小づちの光の力によって牛魔王は元の牛の姿に戻った。こうして全てに決着がつき、平和の再来に安堵する一行であったが、急に火山が噴火を始め、城が溶岩に包まれてしまう。猿は光の小づちをかざしてみんなに捕まらせる。すると、小づちがゆっくりと宙に浮かび一行を燃え盛るマグマの中から救い出した。そして光の小づちの力は天竺中に及び、荒れ果てていた大地が豊かな自然を取り戻していく。
エンディング
全てが終わり、見晴らしのいい高台で一行が感慨にふけっていると、おしゃかさまが姿を現し、八戒が読み上げようとしていた「一生楽して暮らす法」のお経を取り上げ、楽をしようとせずに地道に生きることこそが人の道だと教え説く。じゃあなんでそんなものを書いたんだというもっともな猿のツッコミは無視して、おしゃかさまは猿の働きを認めて褒めるが、女の子と交わした約束はどこへやら褒美として猿を天界の役人に任命するために連れ去ってしまった。
それから1年後。猿は天界の役人の下っ端として、今日も今日とておしゃかさまの顔磨きに精を出す毎日を送っていた。久しぶりに下界の様子をテレビを通じて見せもらった猿は、かつてと変わらぬ独りぼっちの日々を送る女の子の姿を見て、じっと黙ったままテレビを見つめている。猿のそんな姿を見たおしゃかさまは、彼の傍に術で出したマジックペンを置き、わざと自分の顔にいたずら書きをさせた上で破門を言い渡し、猿を天界から追放する。
おしゃかさまの粋な計らいで自由の身になった猿は、女の子の下へ向うべく、ひたすらひた走るのであった。

## 登場人物
プレイヤーは主人公のさる（ごくう）とヒロインの女の子（ちゃお）へ好みの名前を付けることができる。通常「ひとかえる」で選択できる人物は総勢5人（例外あり）だが、一度に全員を操作できる機会は限られている。
猿 / ごくう
主人公。暴れん坊で捻くれ者の猿。かつて牛魔王とともに天界侵略を企てたが失敗し、おしゃか様により隕石に閉じ込められ、この世の果てに追放されていた。女の子との出会い、三蔵らとの旅を通じ、優しさと素直な心の大切さを学んでいく。
女の子 / ちゃお
ヒロイン。働き者で気立ての優しい人間の女の子で、けなげで一途な心の持ち主。恋愛小説を読むことが好きで、甘い恋愛を夢見ている。幼い頃に両親が他界したため一人暮らしをしていたが、悟空を保護し家族として共に生活する。悟空が捕らえられた後、悟空と暮らすには曲がった心を正す力を持つ「ひかりのこづち」を手に入れ、悟空の捻くれた性格を直す必要があることをおしゃか様から聞かされ、悟空を助けるために一人旅に出る。
三蔵（さんぞう）
長安の僧侶。女好きでスケベ、さらにとぼけた性格の生臭坊主。「一生楽して暮らす法」のお経を求め、スクーターの「りゅうきち」にまたがり、天竺を目指して旅をする。「～なんだな」が口癖。
八戒（はっかい）
豚の妖怪。姿を変える化け術や遠くを見通す千里眼の特技を持ち、関西弁で話す。貪欲で金に目がない性格。ある村を牛耳って悪事を働いていたが悟空に懲らしめられた後、一行の旅の目的がお経取りであることを知り、お経を手に入れようと目論んで仲間に加わる。
悟浄（ごじょう）
河童。人の心を読む特技を持つ。普段は真面目で争いを好まない温和な性格だが酒癖は悪い。田舎なまりのある話し方をする。女性だらけの「おんな村」で銭湯の番頭をしていたが、女嫌いだったため村での生活に嫌気が差し、悟空一行の旅に加わる
りゅうきち
感情を持つスクーター。元は三蔵が飼っていた龍だったがいたずらの罰としてお釈迦様に姿をスクーターに変えられた。とある事情から前編の終盤で別れることになり、後編終盤で意外な形で再会を果たすことになる。
おしゃか様（おしゃかさま）
天界の統治者。悟空を正しい方向へ導き改心させるため牛魔王退治の使命を与えると共に、ちゃおや三蔵にたびたびお告げによって道を示す。
牛魔王（ぎゅうまおう）
牛の妖怪。冷酷で情け容赦ない。過去に悟空とともに天界侵略を試みるが失敗し宇宙の果てへ追放された。その後、悟空よりも一足先に地上へ戻り、妖怪たちを率いて地上世界の征服を開始する。
羅刹女（らせつじょ）
牛魔王の妻。美人と称えられているが、実際は大きな顔に手足がそのまま付いた体形で、想像を絶するほどブサイク。芭蕉扇を操る。
紅孩児（こうがいじ）
牛魔王と羅刹女の息子。生意気な性格で口はでかいがケンカはからっきしで、泣き虫でわがままな性格の甘えん坊。
金角・銀角（きんかく・ぎんかく）
牛魔王の手下。巨大な顔を持つクイズ好きの兄弟妖怪。おんな村を襲撃して女性をさらい、助けにきた者をクイズ大会「ザ・チャンスデスマッチ」に誘い込み、正解できなかった者をひょうたんに吸い込んで酒にしてしまう。
くもじじい
シベリアに住むきんとうんを持つ老人。武術の達人で、ぼるこふという狐を飼っている。恋人を牛魔王に奪われてしまい、心を閉ざしている。
カチューシャ
くもじじいの彼女。シベリア侵略に来た牛魔王に口説かれてついていってしまう。
すなじじい
ハワイにいるくもじじいの弟。ごくうに素直な心の大切さを説く。
金太郎、どんべ、天狗
前作からの特別出演。
いったい
前作に引き続き登場する語り部。ゲーム開始直後ヒロインの女の子とともに登場し、女の子へ名前を付けるようプレイヤーへ依頼する。前作と違い物語中への出演はないが、本作では通常時の三人称視点描写のナレーションの他に、いったいさん自身が劇中でナレーションを担当することもある。

## 音楽

### サウンドトラック
組曲「遊遊記」（日本コロムビア）
本編のBGMから抜粋したいくつかの曲をオーケストラアレンジにしたアルバム。最後のトラックには原曲のBGMのメドレーが収録されている（一部の曲のみ）。また、おまけとしてキャラクターのシールと、BGMの楽譜が付属した。現在は廃盤。
1990年3月1日発売。CD/CA-4634 TAPE/CCL-3017
サイトロンデジタルコンテンツ制作／作曲：任天堂株式会社／編曲：藤原 いくろう／演奏：MARIO FREAKS ORCHESTRA
任天堂ディスクシステムレアセレクション
任天堂のディスクシステム作品の音源を収録したアルバム。Disc2に全曲収録。サイトロンデジタルコンテンツ制作
TOY MUSIC2 FIRE EMBLEM（東芝EMI）
1991年6月26日発売。TOTT-5711
題名に『FIRE EMBLEM』と表しているが、この作品と「ファミコン探偵倶楽部PartII うしろに立つ少女」との3作品合同CDである。

## スタッフ
- エグゼクティヴプロデューサー：山内溥
- プロデューサー：宮本茂
- 監督：菱田達也
- 原作：菱田達也、照井啓司、島田満
- 脚本：菱田達也、照井啓司
- コンテ：前田実
- キャラクターデザイン：菱田達也、小田部羊一
- 技術：角井博信
- 音楽：岡素世
- プログラム：橋下友茂、荒木泰介、小玉仁
- CGデザイン：吉村実恵、高橋伸也、有本正直
- 制作進行：加藤圭三、清水降雄

## 評価
- ゲーム誌『ファミコン通信』のクロスレビューで合計28点（満40点）[1]、『ファミリーコンピュータMagazine』の読者投票による「ゲーム通信簿」での評価は以下の通り21.37点（満25点）となっている[2]。

| 項目 | キャラクタ | 音楽 | 操作性 | 熱中度 | お買得度 | オリジナリティ | 総合  |
| 得点 | 4.56       | 4.18 | 4.15   | 4.35   | -        | 4.13           | 21.37 |

- 『ファミリーコンピュータMagazine』1991年5月24日号特別付録の「ファミコンディスクカード オールカタログ」巻末に収録されている「ディスクカード部門別BEST5」では、キャラクタ1位、音楽5位、操作性3位、熱中度4位、オリジナリティ5位、総合評価3位を獲得している[4]。

- 前編はゲーム誌『マル勝ファミコン』の新作ソフト体温計では7、8、8、8の31点[3]。レビュアーはテンポがよく単純ではないトボけたストーリーが魅力、謎解きは手応え十分でグラフィックが細かい部分まで気配りされている、読み物を進めているようで楽しく後編に期待すると賞賛、有名作品が元になっているため入り込みやすいが意外性に欠けてADVとしては及第点の出来でありワクワクさがより欲しかった、慣れるまでは縦書きのテキストは読みにくいとした[3]。「私のハマリ度チェック」では全5作品中レビュアー4人中3人が本作を挙げ、「テンポがよく飽きない」「前作より楽しめる」「意地悪な引っかけがないのが○」「書き換えなら500円で入手できるのは損に感じる人はほとんどいないだろう」とコメントした[5]。

## 他作品への登場
- 星のカービィ2 - 日本版にちゃおが登場する（海外版では別キャラに差し替え）。また、サウンドテスト画面では遊遊記の5章に登場する場面のパロディ画像が表示される。
- 星のカービィ3 - ごくうとちゃおが登場する。あるステージではごくうを探し出してゴールにいるちゃおに会うと重要アイテム「ハートスター」を1つもらうことができる。ハートスターを全て集めないと真のボスと戦うことはできない。
- 大乱闘スマッシュブラザーズ SPECIAL - キャラクターの能力を強化する要素「スピリッツ」の一種としてごくうとちゃおが「ごくう&ちゃお」として登場。また、本作のアレンジ曲が収録されている。